# Presque Normal
Presque Normal est une web-série de comédie créée par l'humoriste belgo-canadien Dan Gagnon pour la RTBF. La série a été lancée le 17 septembre 2015 et comporte 15 épisodes dans sa première saison.
La série est centrée sur Dan (Dan Gagnon), un gars qui subit sa vie et la colère des autres, et qui passe son existence à la débriefer dans des Comedy Clubs. Au casting, on retrouve également Amel Felloussia dans le rôle d'Amel, la copine de Dan.

## Synopsis
Dan est un humoriste de stand-up qui a beaucoup de mal avec les relations humaines. Il tente d'obtenir la reconnaissance des autres et de sa copine, Amel, mais s'y prend de façon toujours maladroite.

## Distribution
| Acteur              | Personnage(s)          | Saisons           |
| ------------------- | ---------------------- | ----------------- |
| Dan Gagnon          | Dan                    | Toutes (régulier) |
| Amel Felloussia     | Amel                   | Toutes (régulier) |
| Marina Rollman      | Marina                 | 3 épisodes        |
| Martine Borg        | Mère d'Amel            | 2 épisodes        |
| Vincent Collin      | Père d'Amel            | 2 épisodes        |
| Bruno Muschio       | Navo                   | 1 épisode         |
| Myriam Leroy        |                        | 1 épisode         |
| Mourade Zeguendi    | Chauffeur de Limo      | 1 épisode         |
| Harmonie Rouffiange |                        | 1 épisode         |
| Joëlle Scoriels     | Elle-même              | 1 épisode         |
| Karen De Paduwa     | Fan de yoga            | 1 épisode         |
| Marine Scandiuzzi   | La Fille du Selfie     | 1 épisode         |
| Rudy Leonet         |                        | 1 épisode         |
| Virginie Goossens   |                        | 1 épisode         |
| Sarah Grosjean      | La mariée dans le parc | 1 épisode         |

## Production
La web-série est née d'une collaboration entre Dan Gagnon (animateur du Dan Late Show sur La Deux) et la cellule webcréation de la RTBF. Parmi ses références, le comédien cite sans hésitations la série Louie de Louis C.K. .
L'unique saison, composée de quinze épisodes, est diffusée sur le site de la RTBF et ses applications PlayStation et Smart TV à partir du 17 septembre 2015. Les épisodes sortent en trois vagues : les cinq premiers le 17 septembre, les cinq suivants le 1er octobre et les cinq derniers le 15 octobre.